# Красна Глинка
Кра́сна Гли́нка (рос. Красная Глинка) — селище у складі Бугурусланського району Оренбурзької області, Росія.

## Населення
Населення — 7 осіб (2010; 18 у 2002).
Національний склад (станом на 2002 рік):
- росіяни — 44 %